# کلود ملکی
کلود ملکی (فرانسوی: Claude Melki‎؛ ۲۳ فوریهٔ ۱۹۳۹ – ۲۹ مارس ۱۹۹۴) بازیگر اهل فرانسه بود.

از فیلم‌ها یا مجموعه‌های تلویزیونی که وی در آن‌ها نقش داشته‌است، می‌توان به واتو واتو، پرنده اعجاب‌انگیز اشاره نمود.